# Harrison Weir

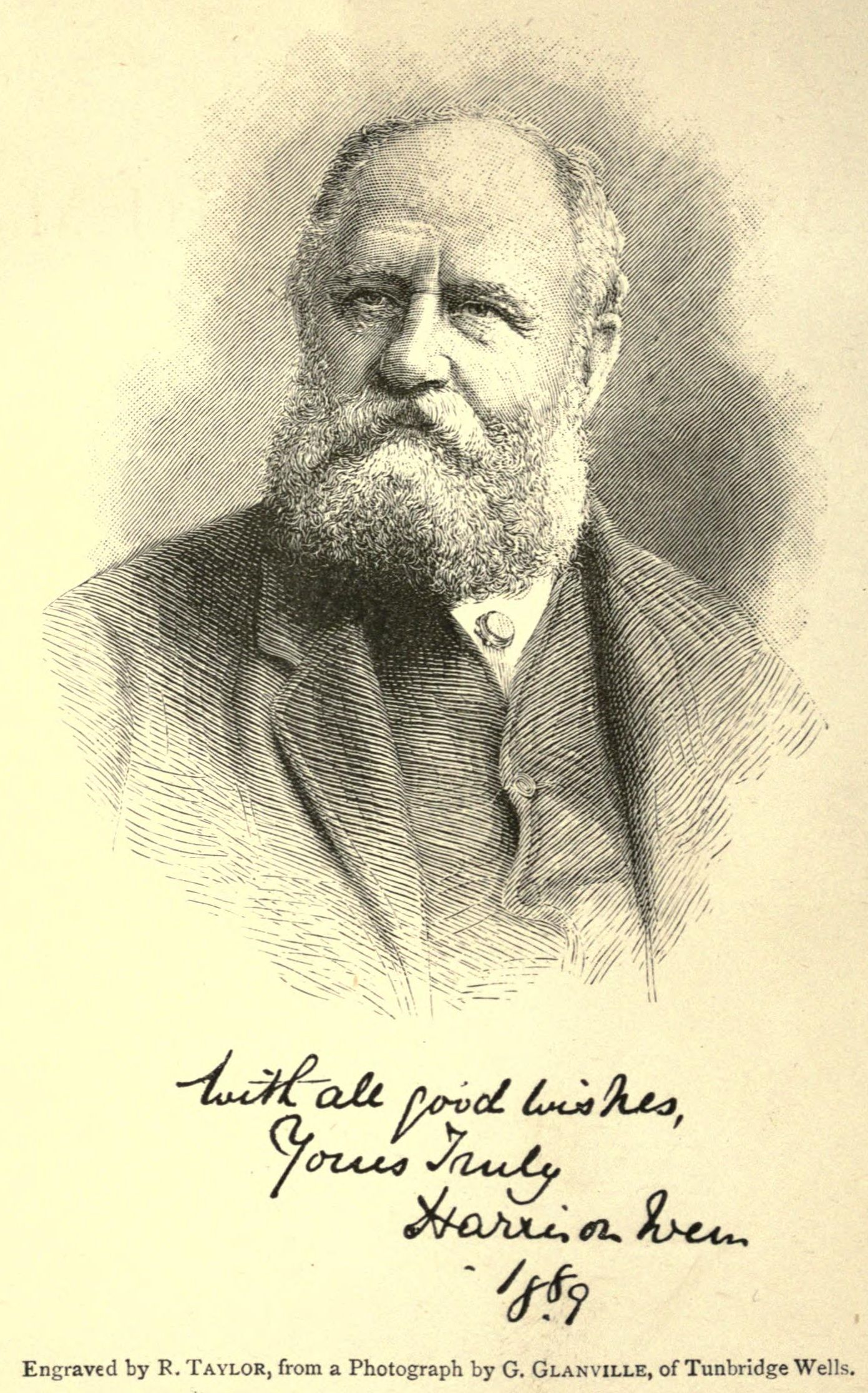
Harrison Weir 1889

Harrison William Weir (* 5. Mai 1824 in Lewes, East Sussex; † 3. Januar 1906 in Appledore, Kent) war ein Künstler im viktorianischen England. Er gilt als der Begründer der modernen Katzenzucht und organisierte im Juli 1871 mit etwa 150 Tieren im Kristallpalast in London die erste Ausstellung von Katzen überhaupt. Weir war der Erstverfasser zahlreicher Rassestandards der im letzten Viertel des 19. Jahrhunderts entstehenden Rassekatzen und Autor von Büchern über Rassekatzen.

## Leben und Familie
Weir wurde 1824 in der Stadt Lewes in East Sussex geboren. Von 1837 bis 1844 erlernte er den Beruf eines Kupferstechers. Nach einem Kunststudium lebte Harrison Weir als freier Künstler, Schriftsteller und Journalist. Weir lebte in seinem Weirleigh genannten Haus in der Stadt Matfield in Kent. Er starb 82-jährig in England.

## Weir als Künstler und Schriftsteller

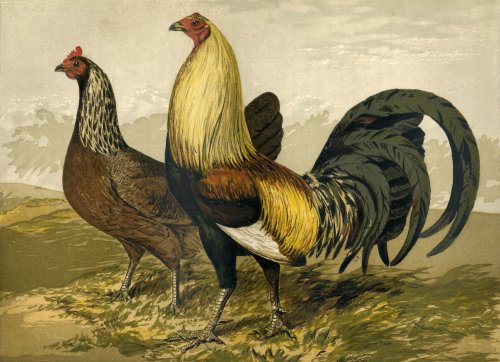
Zeichnung aus The poultry book von Harrison Weir, 1903

Zeichnung zum Märchen Die drei Bären; aus Joseph Cundalls: A Treasury of Pleasure Books for Young Children, 1850

Harrison Weirs künstlerische Laufbahn begann mit einer siebenjährigen Ausbildung zum Kupferstecher. 1844 schrieb er sich an dem Camberwell College of Arts in London als Student ein. Weir machte sich schnell einen Ruf als Künstler und bereits vier Jahre später erregte ein von ihm ausgestelltes Gemälde an der British Institution größere Aufmerksamkeit in der Londoner Kunstszene. Regelmäßige Ausstellungen seiner Werke bei der Royal Academy of Arts folgten. Sein künstlerischer Stil erlaubt eine Zuordnung in die spätere Phase der Präraffaeliten. Ein Nachruf in der New York Times würdigt seine …genaue Betrachtung von Naturobjekten… und …seine Liebe zur Natur war tief und seine künstlerischen Fähigkeiten waren noch größer.
Weir spezialisierte sich schnell auf naturalistische Tierzeichnungen. Er illustrierte und gestaltete Kinderbücher und Bücher über die Naturgeschichte. Weir befasste sich auch mit der Züchtung. Mehrere Werke über die Rassen domestizierter Haustiere wie beispielsweise Hunde, Geflügel oder Schweine wurden von ihm sowohl geschrieben und illustriert. Es wird geschätzt, dass Weir insgesamt über 100 Werke illustriert hat. Bilder und Zeichnungen sind noch heute im Nachdruck erhältlich.

## Weir als Begründer der Katzenzucht

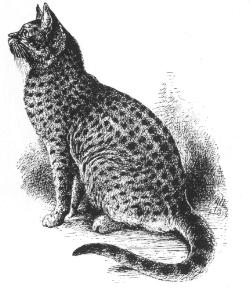
Zeichnung einer gepunkteten Katze, 1889

Ein Schwerpunkt von Weirs Arbeit war die Beschäftigung mit Katzen und deren Zucht. Er gilt als Begründer der modernen Rassekatzenzucht und legte maßgeblich Regeln für deren Ausstellung und Bewertung fest. Weir initiierte zusammen mit seinem Bruder John Jenner Weir 1871 die erste öffentliche Ausstellung von Rassekatzen im Londoner Crystal Palace, der zahlreiche weitere Ausstellungen folgen sollte. 1887 gründete er den National Cat Club und war bis zu seinem Rückzug 1890 dessen Präsident und, zusammen mit seinem Bruder, Richter bei Rassekatzenausstellungen. Weir etablierte mehrere bedeutende Rassekatzen wie beispielsweise Abessinierkatzen oder Siamkatzen, indem er deren Rassestandard erstbeschrieb. Sein Werk Our cats and all about them: their varieties, habits, and management, and for show, the standard of excellence and beauty war das Standardwerk für die aufstrebende Zucht von Rassekatzen in England des späten 19. Jahrhunderts.

## Bibliographie
Als Autor (Auswahl):

- Our cats and all about them: their varieties, habits, and management, and for show, the standard of excellence and beauty (1892)
- The poultry book (Volume v.1) (1903)
- The poultry book (Volume v.2) (1903)
- Aesop's Fables: A New Revised Version From Original Sources (1890er Jahre)

Als Illustrator (Auswahl):

- Domestic Pets: Their Habits and Management (1851)
- Cat and Dog, or, Memoirs of Puss and the Captain: A Story Founded on Fact (1854)
- Horses and hounds: a practical treatise on their management (1855)
- The story of the cat and the mouse (1855–58)
- The History of the Robins: for the instruction of children on their treatment of animals (1869)
- Those Other Animals (1891)